# Războiul celei de-a Patra Coaliții
A Patra Coaliție împotriva imperiului francez al lui Napoleon a fost învinsă într-un război între 1806–1807. Partenerii coaliției au inclus Prusia, Rusia, Saxonia, Suedia și Regatul Unit al Marii Britanii și al Irlandei.
Mulți membri ai coaliției au luptat anterior alături de Franța ca parte a Celei de-a Treia Coaliții, și nu a existat nici o perioadă de intervenție a păcii. În 1806, Prusia s-a alăturat coaliției temându-se de creșterea puterii franceze după înfrângerea din Austria și de stabilirea Confederației Rinului sprijinită de francezi.